# ルイス・アルベルト
ルイス・アルベルト・ロメロ・アルコンシェル（Luis Alberto Romero Alconchel, 1992年9月28日 - ）は、スペイン・アンダルシア州カディス県出身のサッカー選手。 アル・ドゥハイルSC 所属。ポジションはミッドフィールダー。

## 経歴

### クラブ
2004年からセビージャFCのユースチームでキャリアをスタートさせ、2009年にセビージャ・アトレティコに昇格し、2011年にトップチーム昇格した。2012年にFCバルセロナBにレンタル移籍した。2013年6月、リヴァプールFCへ完全移籍。
2014年夏、スペインのマラガCFにレンタル移籍した。2015年夏にはスペインのデポルティーボ・ラ・コルーニャにレンタル移籍した。
2016年8月29日、セリエA・SSラツィオへ完全移籍を果たした。2017-18シーズンには11ゴール13アシストを記録し欧州で注目を集める存在となった。
2019-20シーズン、12月7日のユヴェントス戦では2アシストを記録ユヴェントス撃破に貢献した。チームの好成績に貢献し、2月のセリエA月間最優秀選手賞を受賞した。シーズン中はリーグで2位となる15アシストを決め、チームの好成績を支え、来季のチャンピオンズリーグ出場権獲得に貢献した。
2024年6月11日、カタール・スターズリーグに所属しているアル・ドゥハイルSCに移籍。

### 代表
スペイン代表として各年代でプレーした。

## タイトル
ラツィオ
- スーペルコッパ・イタリアーナ 2017, 2019
- コッパ・イタリア 2018-19

個人
- セリエA　月間最優秀選手賞 : 2020年2月